# Годунов (телесериал)
«Годуно́в» — российский исторический телесериал режиссёров Алексея Андрианова и Тимура Алпатова. Премьера первого сезона состоялась с 5 по 8 ноября 2018 года на телеканале «Россия-1». Премьера второго сезона состоялась с 25 по 29 марта 2019 года. Последние кинороли Бориса Клюева, Петра Зайченко и Бориса Плотникова. Посвящён памяти Станислава Говорухина.
Сюжетно частично является сиквелом сериала «Грозный», который вышел через год после «Годунова».

## Сюжет
Сериал повествует об исторических событиях, охватывающих период со времён позднего правления Ивана Грозного и до восшествия на русский престол Михаила Федоровича Романова. В центре судьба рода Годуновых — царя Бориса Годунова, его жены Марии, сестры Ирины, сына Фёдора и дочери Ксении.
Создатели сериала взяли за основу роман-хронику советского исторического романиста Константина Бадигина «Кораблекрушение у острова Надежды» (1978). Роман повествует о восхождении к власти Бориса Годунова и о борьбе промышленников Строгановых с английскими купцами, ищущими пути в сибирскую Мангазею. Авторы незначительно изменили сюжетные линии, упростив их и заменив некоторых персонажей. Отдельные сцены (смерть Грозного, «песня о Яриле») цитируются дословно.

## В ролях

### Первый сезон
- Сергей Безруков — Борис Годунов, дворянин-опричник, боярин, царь всея Руси
- Светлана Ходченкова — Мария Скуратова-Бельская, царица, супруга Бориса Годунова, дочь Малюты Скуратова
- Сергей Маковецкий — Иван IV Грозный, царь всея Руси
- Виктор Сухоруков — главный царский опричник Малюта Скуратов
- Александр Устюгов — боярин Фёдор Никитич Романов / патриарх Филарет
- Мария Андреева — Ксения Шестова, супруга Фёдора Романова (патриарха Филарета), мать Михаила Романова
- Андрей Мерзликин — Василий Шуйский, князь, впоследствии царь всея Руси
- Фёдор Лавров — Фёдор Иванович, царь всея Руси, средний сын Ивана Грозного
- Анна Михалкова — Ирина Годунова, сестра Бориса Годунова, жена царя Фёдора Ивановича
- Владимир Стеклов — дьяк Андрей Щелкалов
- Ирина Пегова — Мария Нагая, царица, седьмая жена Ивана Грозного
- Клим Бердинский — Дмитрий Углицкий, царевич, младший сын Ивана Грозного
- Антон Кузнецов — Богдан Бельский, приближённое к Ивану Грозному лицо, племянник Малюты Скуратова
- Анна Ковальчук — Мария Старицкая, вдова датского принца Магнуса, королева Ливонская
- Евгений Цыганов — Иван Иванович, царевич, сын Ивана Грозного
- Кристина Бродская — Елена, царевна, невестка Ивана Грозного
- Александр Горбатов — боярин князь Фёдор Мстиславский
- Александр Ильин — князь Иван Мстиславский
- Юрий Беляев — князь Иван Шуйский, дядя Василия Шуйского
- Николай Шрайбер — князь Дмитрий Шуйский, брат Василия Шуйского
- Полина Дудкина — княгиня Екатерина Шуйская, жена Дмитрия Шуйского, дочь Малюты Скуратова
- Станислав Говорухин — Гермоген, патриарх Московский
- Альберт Кобровский — «Всадник»
- Лев Прыгунов — окольничий Никита Романович Захарьин-Юрьев, отец Федора Романова, дядя царя Федора Ивановича
- Александр Пашутин — боярин Фёдор Нагой, отец царицы Марии Нагой, дед царевича Дмитрия
- Павел Ворожцов — боярин Михаил Нагой, брат царицы Марии Нагой, дядя царевича Дмитрия
- Артём Алексеев — окольничий Степан Годунов
- Александр Семчев — окольничий Пётр Головин, казначей
- Сергей Никоненко — Никита Строганов, купец
- Борис Клюев — Дионисий, митрополит Московский и всея Руси
- Борис Плотников — Иов, митрополит (с 1589 года — патриарх) Московский и всея Руси
- Сергей Газаров — Иеремия II, патриарх Константинопольский
- Юрий Колокольников — Джером Горсей, английский купец
- Лаймутис Седжюс — Джером Боус, английский посол
- Сергей Борисов — Фёдор Конь, зодчий
- Олег Васильков — Михаил Битяговский, дьяк
- Нина Дворжецкая — Василиса Волохова, нянька царевича Дмитрия
- Сергей Барковский — Лев Сапега, посол Речи Посполитой
- Сейдулла Молдаханов — Газы II Герай, крымский хан
- Альбинас Келярис — Иоганн Эйлоф, голландский лекарь
- Лен Блаватник — кардинал Юрий Радзивилл
- Николай Денисов — Тишка, холоп Фёдора Романова
- Андрюс Паулавичюс — Антон Марш, английский купец
- Ремигиюс Сабулис — Джон Браун, английский купец
- Вайдотас Мартинайтис — Ричард Ингрем, английский купец
- Леонид Тимцуник — Трифон Патрикеев, сокольничий
- Игорь Сигов — комендант замка в Риге
- Сергей Серов — Семён Дуда, воевода
- Юлия Галкина — Прасковья Сычёва
- Иван Моховиков — Истома Совин, стрелец
- Пётр Логачёв — Ондрюшка Мочалов, угличский ведун
- Павел Сборщиков — Семён Сабуров, воевода
- Вилен Бабичев — Архип, палач

### Второй сезон
В списке не указаны актёры из первого сезона, которые снимались и во втором
- Дарья Урсуляк — Ксения Годунова, царевна
- Илья Ильиных — Фёдор II Борисович, царь всея Руси
- Евгений Ткачук — Лжедмитрий I (Григорий Отрепьев), беглый дьякон-самозванец, царь всея Руси
- Ольга Калицка — Марина Мнишек, дочь сандомирского воеводы, царица, жена Лжедмитрия I
- Иван Колесников — Илейка, толмач
- Кирилл Зайцев — Нечай Колыванов, стрелец, воевода Лжедмитрия I
- Александра Никифорова — Софья, дочь Фёдора Коня, жена Нечая
- Сергей Дьяков — Пронка, стрелец, товарищ Нечая
- Мирослав Енкот — Юрий Мнишек, польский магнат, отец Марины Мнишек
- Пётр Рыков — Василий Голицын, боярин
- Тамара Спиричёва — мать Лжедитрия I
- Андрей Удалов — Иоганн Голштинский, принц датский
- Яна Есипович — жена Пронки
- Николай Козак — Бецкий / старец Порфирий
- Антон Капанин — скоморох
- Лариса Шахворостова — Феклица, ворожея
- Дмитрий Фрид — Фидлер, придворный лекарь
- Пётр Зайченко — Гермоген, патриарх Московский
- Юрий Тарасов — Лжедмитрий II, самозванец.
- Станислав Любшин — архимандрит Иоасаф Боровский
- Сергей Марин — Григорий Долгоруков, воевода
- Алексей Овсянников — Михаил Салтыков, боярин у Лжедмитрия II
- Антон Батырев — Иван Заруцкий, атаман донских казаков, соратник Тушинского вора
- Анастасия Михайлова — Ефросинья
- Николай Ларчуженков — Емелька, тюремщик Разбойного приказа
- Максим Важов — Михайла, казак

## Критика
Военный историк Клим Жуков раскритиковал создателей сериала за, по его мнению, неудачный подбор актёров, слабую работу режиссёра, сценаристов, гримёров, несоответствие костюмов исторической эпохе, а также расхождение некоторых показанных в сериале событий с историческими фактами.

## Саундтрек
Песню «Недосказанная» (музыка и слова Игоря Матвиенко) исполнил певец Григорий Лепс.